# Eclissi solare del 14 gennaio 2029
L'eclissi solare del 14 gennaio 2029 è un evento astronomico che avrà luogo il suddetto giorno attorno alle ore 17:13 UTC.